# Diócesis de Sumbe
La diócesis de Sumbe (en latín: Dioecesis Sumbensis y en portugués: Diocese de Sumbe) es una circunscripción eclesiástica de la Iglesia católica en Angola. Se trata de una diócesis latina, sufragánea de la arquidiócesis de Luanda. Desde el 4 de mayo de 2023 su obispo electo es Firmino David.

## Territorio y organización
La diócesis tiene 58 698 km² y extiende su jurisdicción sobre los fieles católicos de rito latino residentes en la provincia de Cuanza Sur y en el municipio de Kalucinga en la provincia de Bié.
La sede de la diócesis se encuentra en la ciudad de Sumbe (hasta 1975 llamada Novo Redondo), en donde se halla la Catedral de Nuestra Señora de la Concepción.
En 2020 en la diócesis existían 22 parroquias.

## Historia
La diócesis de Novo Redondo fue erigida el 10 de agosto de 1975 con la bula Qui provido Dei del papa Pablo VI, obteniendo el territorio de la arquidiócesis de Luanda.
El 22 de octubre de 2006 asumió su nombre actual en virtud del decreto Excellentissimusde la Congregación para la Evangelización de los Pueblos.

## Estadísticas
Según el Anuario Pontificio 2021 la diócesis tenía a fines de 2020 un total de 649 022 fieles bautizados.
| Año                                                                             | Población            | Población | Población      | Sacerdotes | Sacerdotes    | Sacerdotes    | Bautizados por sacerdote | Diáconos permanentes | Religiosos | Religiosos | Parroquias |
| Año                                                                             | Bautizados católicos | Total     | % de católicos | Total      | Clero secular | Clero regular | Bautizados por sacerdote | Diáconos permanentes | Varones    | Mujeres    | Parroquias |
| ------------------------------------------------------------------------------- | -------------------- | --------- | -------------- | ---------- | ------------- | ------------- | ------------------------ | -------------------- | ---------- | ---------- | ---------- |
| 1980                                                                            | 171 000              | 676 000   | 25.3           | 13         | 2             | 11            | 13 153                   |                      | 12         | 38         | 12         |
| 1990                                                                            | 343 000              | 853 000   | 40.2           | 16         | 2             | 14            | 21 437                   |                      | 18         | 52         | 12         |
| 1999                                                                            | 306 922              | 1 170 526 | 26.2           | 28         | 13            | 15            | 10 961                   |                      | 19         | 69         | 12         |
| 2000                                                                            | 310 384              | 1 173 988 | 26.4           | 32         | 20            | 12            | 9699                     |                      | 14         | 63         | 13         |
| 2001                                                                            | 314 708              | 1 178 312 | 26.7           | 29         | 17            | 12            | 10 852                   |                      | 14         | 59         | 13         |
| 2002                                                                            | 319 732              | 1 181 049 | 27.1           | 28         | 16            | 12            | 11 419                   |                      | 16         | 43         | 14         |
| 2003                                                                            | 325 881              | 1 181 125 | 27.6           | 24         | 15            | 9             | 13 578                   |                      | 12         | 42         | 15         |
| 2004                                                                            | 329 614              | 1 233 551 | 26.7           | 26         | 17            | 9             | 12 677                   |                      | 11         | 43         | 14         |
| 2010                                                                            | 374 234              | 1 310 000 | 28.6           | 38         | 29            | 9             | 9848                     |                      | 9          | 55         | 17         |
| 2014                                                                            | 395 125              | 1 456 000 | 27.1           | 44         | 36            | 8             | 8980                     |                      | 10         | 84         | 18         |
| 2017                                                                            | 652 894              | 1 881 873 | 34.7           | 53         | 43            | 10            | 12 318                   |                      | 12         | 70         | 19         |
| 2020                                                                            | 649 022              | 1 941 500 | 33.4           | 58         | 49            | 9             | 11 190                   |                      | 13         | 83         | 22         |
| Fuente: Catholic-Hierarchy, que a su vez toma los datos del Anuario Pontificio. |                      |           |                |            |               |               |                          |                      |            |            |            |

## Episcopologio
- Zacarias Kamwenho (10 de agosto de 1975-3 de marzo de 1995 nombrado arzobispo coadjutor de Lubango)
- Benedito Roberto, C.S.Sp. † (15 de diciembre de 1995-19 de mayo de 2012 nombrado arzobispo de Malanje)
- Luzizila Kiala (21 de mayo de 2013-29 de septiembre de 2021 nombrado arzobispo de Malanje)
- Firmino David, desde el 4 de mayo de 2023